# The Book
The Book, från förlaget Illuminated Sweden, är en 268 sidor lång, illustrerad upplaga av Nya Testamentet, med över 200 bilder och fotoreportage; till formen pedagogiskt anpassade med understrykningar och rubriker. Berättelsen om Jesus löper parallellt med dokumentära bilder och modebilder.